# Oosterlo
Oosterlo is een dorp in de Belgische provincie Antwerpen. Het dorp ligt in de stad Geel.
Oosterlo ligt op de rechteroever van de Grote Nete. Ten noorden van Oosterlo takt de Wimp af van de Grote Nete om uiteindelijk, nabij Herenthout, weer terug in de Grote Nete te vloeien.

## Bezienswaardigheden

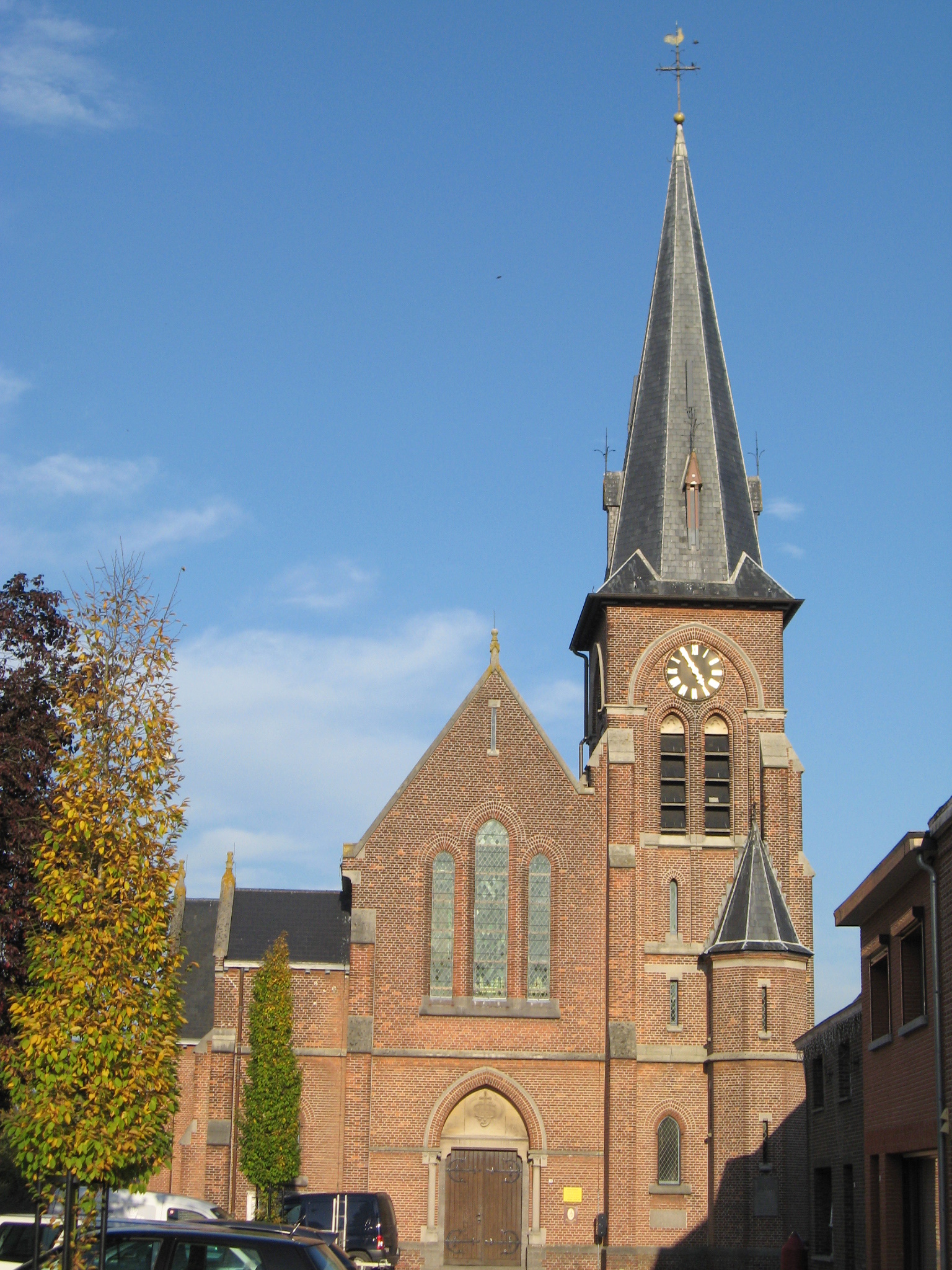
Sint-Luciakerk te Oosterlo

- De Sint-Luciakerk is een neogotische kruisbasiliek uit 1894. De kapel van Sint-Lucia ontstond waarschijnlijk als slotkapel bij het hof van de familie Berthout van Oosterlo. In 1270 stichtte Berthout II van Oosterlo samen met zijn vrouw Aleidis een kapelanie, die later overgegaan is naar de Sint-Dimpnakerk. Van 1653-1872 hoorde Oosterlo bij de parochie Zammel. De huidige kerk is ontworpen door Jules Bilmeyer en J. Van Riel. Restauratie vond plaats in 1997. Het interieur is neogotisch en stamt uit 1894. De eikenhouten sacristiekast dateert uit het einde van de 18e eeuw.
- De Oosterlomolen uit 1789, op de Grote Nete, aan de Eindhoutseweg 37.
- Het Medisch Pedagogisch Instituut Maria Hulp der Kristenen
- Het natuurgebied Kalvarieberg met processiepark, bossen en stuifzanden.

## Nabijgelegen kernen
Zammel, Stelen, Eindhout